# طواف قطر 2011
طواف قطر 2011 هو سباق دراجات هوائية أقيم بتاريخ 6–11 فبراير، تكون السباق من 5 مراحل وامتدّ لمسافة 714 كم بسرعة 46.01 كم/س، استغرق السباق 15 ساعة 31 دقيقة 04 ثانية.

## روابط خارجية
- طواف قطر 2011 على موقع إحصائيات الدراجات الإحترافية (الإنجليزية)